# Franka Žgavec
Franka Žgavec, slovenska glasbena učiteljica, zborovodkinja, prosvetna delavka in organizatorka, * 23. januar 1950, Gorica. 
Franka Žgavec se je rodila v Gorici, oče je bil Franc, mati Julija (rojena Gerljevič). Osnovno šolo in nižjo strokovni šolo je obiskovala pri uršulinkah v Gorici (1956-1964), klekljarsko šolo prav tako v Gorici (1967) ter leta 1970 tečaj za vodenje
folklornih skupin v Ljubljani. Prvo glasbeno izobrazbo je dobila v okviru klavirskega tečaja, ki ga je vodila Lojzka Bratuž, s študijem nadaljevala na Istituto di musica v Gorici, nato študirala solo petje in leta 1982 diplomirala na konservatoriju Benedetto Marcello v Benetkah. V letih 1968−1979 je bila zaposlena v trgovskem podjetju, leta 1981 pa je postala učiteljica petja na slovenskem učiteljišču Simon Gregorčič v Gorici ter od 1988 tudi na nižji srednji šoli Ivan Trinko. Že zelo zgodaj se je vključila v prosvetne organizacije na Goriškem, kjer je s svojim delovanjem veliko prispevala k organizaciji prosvetnega dela. Leta 1961 je postala članica Dekliškega zbora Marijine družbe, med leti 1964-1992 tudi mešanega pevskega zbora Lojze Bratuž. Več let je vodila mladinski zbor Kekec in z njim nastopala na Goriškem. Kot učiteljica petja je na učiteljišču poživila šolski pevski zbor.
Franka Žgavec je med pobudniki, ki so ustanovili oziroma oživeli delovanje Slovenskega centra za glasbeno vzgojo Emil Komel, kateremu je predsedovala od leta 1988 do leta 1997. Veliko let je na tej glasbeni šoli vodila otroški pevski zbor, od leta 1988 pa nepretrgoma poučuje solopetje in s svojimi gojenci uspešno sodeluje na najrazličnejših srečanjih in tekmovanjih. Od leta 2000 vodi Vokalno skupino Vinika iz Medane (v Brdih), ki spada med najdlje delujočimi ženskimi pevskimi skupinami na Slovenskem in jo uvrščajo med najboljše slovenske zasedbe.
Franka Žgavec je plodna publicistka, saj mnogo objavlja v Koledar Goriške Mohorjeve družbe, v tednik Novi glas, s članki je sodelovala v brošuri Dvajset let Katoliškega doma Gorica, v publikaciji 30 let Zveze slovenske katoliške prosvete Gorica, v zborniku 100 let Katoliškega tiskovnega društva, uredila je mnogo katalogov ob razstavah, ki jih prirejajo v Kulturnem centru Lojze Bratuž.
Od leta 1998 je predsednica Kulturnega centra Lojze Bratuž v Gorici, kateremu posveča ogromno svojega časa in energije.
Leta 2021 je prejela Peterlinovo nagrado za svoje prostovoljno delovanje v prid slovenski narodni skupnosti.
Leta 2023 je prejela Gallusovo listino, ki jo podeljuje Javni sklad Republike Slovenije za kulturne dejavnosti, za dolgoletno strokovno in organizacijsko delo na zborovskem področju.